# Helina lutea
Helina lutea este o specie de muște din genul Helina, familia Muscidae, descrisă de Willi Hennig în anul 1958. Conform Catalogue of Life specia Helina lutea nu are subspecii cunoscute.